# ATP Nizza 1980
L'ATP Nizza 1980 è stato un torneo di tennis giocato sulla terra rossa. È stata la 9ª edizione del torneo, che fa parte del Volvo Grand Prix 1980. Si è giocato a Nizza in Francia dal 24 al 30 marzo 1980.

## Campioni

### Singolare maschile
Björn Borg ha battuto in finale  Manuel Orantes con il punteggio di 6–2, 6–0, 6–1

### Doppio maschile
Chris Delaney /  Kim Warwick hanno battuto in finale  Stanislav Birner /  Jiří Hřebec con il punteggio di 6–4, 6–0